# De syv have
Frasen "De syv have" (som i idiomet "sejle på de syv have") kan enten referere til en bestemt mængde af have – eller til en stor udstrækning af vandmasser. Forskellige tidsperioder har gennem historien anvendt forskellige definitioner af "De syv have".
Guldaldertegneren Fritz Jürgensen lader Gysse  tilbagevise, at Frederiksholms Kanal er verdenshavet. 
I middelalderens europæiske litteratur betyder De syv have:[kilde mangler]:
- Sortehavet
- Kaspiske Hav
- Persiske Bugt
- Det Røde Hav
- Middelhavet med Adriaterhavet o.a.
- Det Arabiske Hav, en del af det Indiske Ocean)

## Andre definitioner
Selv om middelalderens syv have har deres oprindelse i Oldtidens Grækenland og Antikkens Rom, har vendingen "de syv have" eksisteret i det 23. århundrede f.Kr. i Hymne 8 af det Sumeriske Enheduanna til gudinden Inanna.

## Moderne syv have

### Syv verdenshave – traditionelt[2]
- Det Nordlige Stillehav
- Det Sydlige Stillehav
- Det Nordlige Atlanterhav
- Det Sydlige Atlanterhav
- Det Indiske Ocean
- Ishavet
- Det Sydlige Ishav

### Syv verdenshave – uden nord- og sydlige
- Stillehavet
- Atlanterhavet
- Det Indiske Ocean
- Det Arktiske Hav
- Tre af følgende	 
  - Det Okhotske Hav
  - Det Kinesiske Hav
  - Den Bengalske Havbugt eller
  - Middelhavet